# 寺田宗有
寺田 宗有（てらだ むねあり、1745年（延享2年） - 1825年9月13日（文政8年8月1日））は、日本の江戸時代後期の兵法家、剣客であり、天真一刀流の祖。 幼名、三五郎。通称、喜代太、五郎右衛門。号、天真翁。

## 経歴
高崎藩士・寺田五郎右衛門宗定の子。寺田家の先祖は武蔵国川越（現埼玉県川越市）の人で、宗有の4代前、寺田門右衛門のときに高崎藩主・松平右京太夫に仕えた。
宗有は15歳のとき、中西派一刀流の中西道場（中西子定（忠太））に入門した。修行中に師・子定が没し、2世子武（忠蔵）が道場を継いだが、このころ剣術界は従来の木刀による形稽古から竹刀・防具による打込稽古への転換期にあり、子武は竹刀による打込稽古の主唱者であった。だが、面・籠手などの防具を着けての打込稽古を「剣法の真意に背く」と考えた宗有は不満を募らせ、中西道場を去った。17歳のときである。
翌年、18歳で高崎藩に出仕し、剣術は平常無敵流の池田八左衛門成春に入門した。以後12年間修行して谷神伝（こくしんでん）奥義を授けられ、池田門の重鎮と目されるようになる。このほか、居合を伊賀平右衛門、砲術を佐々木伝四郎、槍術を長尾撫髪、柔術を金子伝右衛門に学び、すべて皆伝免許を得たという。
寛政4年（1792年）から高崎在勤として民政役に就く。この間、天狗岩の堰造成や、琴平宮の勧請（高崎市新後閑町）などの業績を残す。しかし、藩では一刀流以外の流派の剣術師範を認めなかったため、平常無敵流の宗有が剣術師範として用いられることはなかった。
寛政8年（1796年）、藩侯・松平輝和から一刀流の再修行を下命され、江戸に出て再び中西道場に戻った。このころ道場は、中西子武はすでに亡く、3世子啓（忠太）の代となっていた。道場では高柳又四郎が20代の若さで師範代を務めており、翌寛政9年（1797年）には白井亨が入門する。
寛政12年（1800年）、宗有は56歳で一刀流の皆伝免許を許された。翌享和元年（1801年）2月、中西子啓が47歳で急逝したとき、子啓の養子、兵馬はまだ15歳だった。宗有は兵馬を後見し、高柳、白井の二人を師範代に配して道場を支えた。寺田宗有、高柳又四郎、白井亨の3人は「中西道場の三羽烏」と呼ばれ、宗有はその筆頭といわれた。5年後、兵馬は宗家4世を継いで中西子正（忠兵衛）を名乗った。
文化8年（1811年）、白井亨と立ち合い、白井は宗有に入門する（#天真一刀流の道統を参照）。
文政8年（1825年）8月1日、81歳で没。駒込光源寺に葬る。

## 宗有の剣術
剣術界に竹刀稽古が広まり、主流となっていく中で、宗有はこれに反発し、もっぱら木刀による形稽古を基盤とした組太刀の研究に打ち込んだ。のちに中西道場の宗家4世を継いだ中西子正やその弟子筋に当たる千葉周作らも組太刀を宗有から学ぶようになった。『日本剣豪100選』の著者、綿谷雪は寺田宗有について、のちに彼の門人となった白井亨とともに形剣術では日本最終の名手とし、組太刀で天下無敵といわれた人物は、この両人以後には出現しなかった、という。
千葉周作は、寺田宗有と白井亨について、「寺田氏は自分の構えたる木刀の先より火炎燃え出づると云ひ、白井氏は我が木刀の先よりは輪が出づると云ひ、何れも劣らぬ名人なり」と語っている。また、山田次朗吉は寺田と白井について「実に二百年来の名人として推賛の辞を惜しまぬ」と記している。
さらに千葉の『剣術物語』には、次のようなエピソードがある。
中西道場で竹刀稽古と形稽古の優劣が盛んに論じられていたころ、竹刀派の門人が宗有に稽古を所望した。宗有は、自分は竹刀稽古はやらないが、強いて望みとあれば素面素小手で相手をするので、君たちは防具を着けて遠慮なく打ち込むがいいといい、その言葉通り、防具を着けずに木刀を下げて道場の中央に進み出た。これを聞いた竹刀派の門人はいきり立ち、宗有の面を一打ち、と心中に念が兆したとたんに「面へくれば、摺り上げて胴を打つぞ」といわれ、それなら小手を打とうと思うと、間髪を入れず「小手へ来れば切り落として突くぞ」と宗有の声がかかった。こうして思念の動くところをことごとく読まれて未然に抑えられ、その上宗有の剣先からは火を吹くかと思われんばかりに鋭い気合が迫るので、相手はそら恐ろしくなり、満身汗だくでなにもできずに引き下がってしまった。ほかにも何人かが挑んだがみな同様な目にあい、処置なしとなった。一同はあらためて宗有の腕前に敬服し、組太刀の悪口をいう者もいなくなった。千葉は、この試合を見て組太刀の重要性を悟ったという。組太刀の達人寺田派より千葉周作に伝わった五行形が虎韜館で今も稽古されている。

### 禅との関わり
宗有は、禅機・練丹の重要性に着目し、白隠慧鶴の高弟・東嶺円慈に参禅している。大悟して天真翁と号し、ここから天真一刀流（天真伝一刀流とも）の流名を興した。
宗有の門人となった白井亨は、宗有との修行を通じて、年齢によって肉体的な力が衰えても、ますます深く高く進む剣の境地があることを知ったという。白井によれば、宗有は剣と座禅のほか、毎朝200回から300回の水浴びや数日間の断食を死ぬまでつづけた。そして、次のように述べている。

「壮より八旬に至る迄練丹自強する事、夙夜懈る事なく、終に一旦豁然として見性得悟の大事を究め、仏祖不伝の妙、其天真に貫通することを得たり」

## 天真一刀流の道統
文化8年（1811年）、武者修行に出ていた白井亨が江戸に戻り、宗有と木刀を取って立ち合った。しかし、63歳の宗有に28歳の白井がどうしても勝機を見いだせなかった。「どうしてでしょう」と尋ねた白井に、宗有は「見性悟道のほかはない」、「君は20年もの間、邪道に凝り固まって眼が開かないでいるのだ。一歩からやり直せ」と答えた。白井は宗有に入門した。5年後、宗有は白井に天真一刀流の印可を授けた。
宗有には子の寺田喜三太があり、剣技に優れていたが、宗有の死の翌年に夭折したため、白井亨が道統を継ぎ、天真一刀流は白井から津田明馨に伝えられた。白井はのちに自身の研究に基づき独自の「天真伝兵法」（天真白井流）を創始する。
宗有の死後、高崎藩では剣術が沈滞したため、これを再興する目的で弘化3年（1846年）より藩祖の忌日に演武会を催すこととなり、この機会に津田が登用された。明馨からはその養子・津田明常に道統が伝えられた。しかし、元治元年（1864年）12月、明常の死によって高崎での宗有の武術は絶えた。
近代では、福島小一が天真一刀流を学び、大正4年（1915年）8月に免許を授かっている。福島はその後、神道無念流の中山博道に入門し、後に剣道・居合道・杖道の三道で範士となった。

## エピソード
- 江戸登城の際、水戸侯の行列で先駆けを務める徒士が暴力を振るい、これを見かねた宗有が飛び込んで5人ほど投げ飛ばしたところ、黒鍬組同心たちが十手を手に宗有を取り押さえようとした。しかし、宗有は同心たちの十手をすべて奪い、投げ捨ててしまった。行列が止まり、水戸侯が「何事か」と声をかけた。狼藉者一人に大勢がさんざんにやられ、そのままぶらぶら歩いていくとの報告を聞いた水戸侯は、「追え」と命じた。「斬りますか」と問われて「馬鹿。丁寧に謝ってこい。ご尊名は、と申すのだぞ」といった。寺田の名を聞いた水戸侯は、立派な男よと褒めたという。
- ある年、琴平社に奉納された賽銭を讃岐の本社に納めに行く途中、箱根山で山賊に襲われたが、逆に脅して「天狗様」と怖れられた。
- 文化12年（1815年）、藩主の供をして東海道を大坂へ向かったとき、宗有は竹光を腰に差して出かけた。大井川に至り、河原で草履のひもを結び直していると、柄の重みで竹光が鞘から抜けて足下に落ちた。駕籠かきたちがそれを見て笑い、はやし立てたところ、宗有は苦笑した。「わしは気に入らぬ者があると、すぐ刀を抜いて首を切り落とす癖がある。それで、旅のときは真刀を差さないことにしておる。だからといって、竹光が正宗の名刀と変わるところはないと思え」といって、傍らの大石に竹光で斬りつけると、石は真っ二つになった。

## 参考書籍
- 綿谷雪『日本剣豪100選』 秋田書店
- 大森曹玄『剣と禅』 春秋社 ISBN 978-4-393-14416-9
- 原田伴彦編・解説 『剣客列伝』 筑摩書房（「日本史の人物像9」）
- 甲野善紀・前田英樹『剣の思想』 青土社 ISBN 4-7917-5925-7
- 小山龍太郎『真説・日本剣豪伝』 荒地出版社）
- 白井亨『兵法未知志留辺』（綿谷雪『稀本叢刊第一巻 古武道文献集』再録本、1969年、武芸帖社）
- 松原正勝『信州木曾谷の剣豪 遠藤五平太』 渓水社 1982年
- 山田次郎吉『日本剣道史』